# Antes del fin
Antes del fin es uno de los últimos textos del escritor argentino Ernesto Sabato, publicado en 1998, cuando el autor ya era un hombre de ochenta y seis años. Se trata de reflexiones que desarrolla tomando como eje los grandes episodios de su vida, sin que puedan considerarse exactamente memorias o un relato autobiográfico, sino, como él mismo define, un "testamento" espiritual.

## Estructura
El libro se divide en tres partes (I - Primeros tiempos y grandes decisiones, II - Quizá sea el fin y III - El dolor rompe el tiempo) precedidas por Palabras preliminares y con un epílogo, a modo de carta titulado Pacto entre derrotados. Las distintas partes no siguen un orden cronológico estricto sino que se articulan en el sentido del desarrollo vital de los momentos trascendentes para su destino. La obra se plantea como un mensaje final, doloroso y esperanzado, destinado a los jóvenes.

## Desarrollo
La obra se desarrolla en capítulos o secciones subdivididos en apartados, en muchos casos con cierto grado de discontinuidad temporal o enfocados a distintos hechos.
- Palabras preliminares, como un prólogo, describe la obra como una "especie de testamento", destinado a los jóvenes pero también a aquellas personas que "se acercan a la muerte", dando cuenta de un mundo «... plagado de horrores, de traiciones, de envidias; desamparos, torturas y genocidios. Pero también de pájaros...».
- Primeros tiempos y grandes decisiones. En esta sección se describen los caracteres de las personas que más significaron en la vida del autor, su madre protectora y estoica, su padre severo y algunos de sus hermanos. El relato se desarrolla en un orden cronológico no estricto, en el cual los acontecimientos son el marco para la reflexión acerca de las sensaciones, los sentimientos y las emociones, en un período de décadas que se inicia en la infancia y llega a la madurez del autor. Las reflexiones incluyen la evolución de sus pensamientos políticos, su formación en física teórica y su vinculación con los ámbitos académicos científicos más prestigiosos del momento. Su contacto con el arte y la filosofía, en pleno auge del surrealismo en París, marcó el punto de inflexión en el cual el trabajo científico cedería frente a la inquietud artística.[3]
- Quizá sea el fin. Sabato analiza en fragmentos discontinuos la realidad de fin del milenio, la desesperanza de los hombres y su visión de un mundo natural en riesgo. la afirmación «Náufrago en las tinieblas, el hombre avanza hacia el próximo milenio con la incertidumbre de quien avizora un abismo.» es la síntesis de su pensamiento.
- El dolor rompe el tiempo reúne los textos en los que Sabato rememora a su hijo Jorge Federico fallecido en 1995. Un apartado especialmente doloroso, escrito en segunda persona, tiene el formato de una carta dirigida al hijo muerto.[4]
- Pacto entre derrotados es una carta abierta destinada a los jóvenes, en respuesta a las preguntas e inquietudes que el autor ha recibido a lo largo de los años. Constituye una forma de llamado a la esperanza y al compromiso, a la vez que una toma de postura en defensa de los desvalidos y los vulnerables.[5] La afirmación  «Cada vez que hemos estado a punto de sucumbir en la historia nos hemos salvado por la parte más desvalida de la humanidad.» resume esta intención. El "pacto" a que alude el título se establece en uno de los párrafos finales.

Les propongo entonces, con la gravedad de las palabras finales de la vida, que nos abracemos en un compromiso: salgamos a los espacios abiertos, arriesguémonos por el otro, esperemos, con quien extiende sus brazos, que una nueva ola de la historia nos levante.[...] Algo por lo que todavía vale la pena sufrir y morir, una comunión entre hombres, aquel pacto entre derrotados. Una sola torre, sí, pero refulgente e indestructible.